# Lazyka

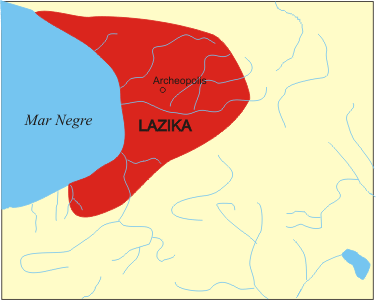
Położenie Lazyki

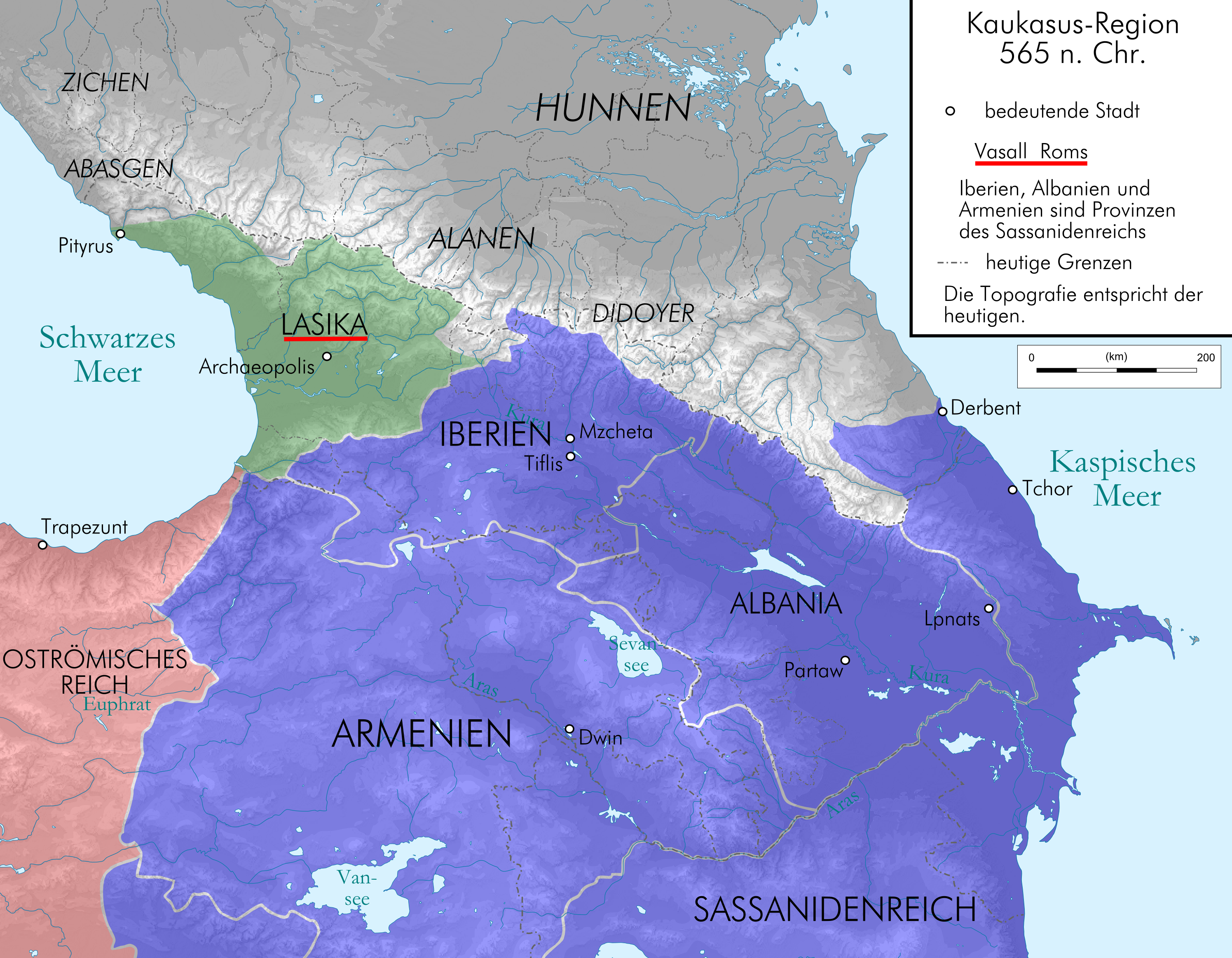
Lazyka (kolor zielony) w 565 jako wasal Cesarstwa Bizantyńskiego (kolor czerwony)

Lazyka (gr. Λαζική, gruz. ლაზიკა, pers. ‏لازستان‎, orm. Եգեր) – zwana też po gruzińsku Egrisi, region historyczny i nazwa królestwa istniejącego w zachodniej części współczesnej Gruzji. Nazwa pochodzi od Lazów, ludu który swego czasu dominował w miejscowych elitach rządzących. 
Zorganizowane struktury państwowe istniały tu od VI wieku p.n.e. do VII wieku. Królestwo zajmowało tereny dawnej Kolchidy a jego wpływy sięgały współczesnej Abchazji. W czasie swojego istnienia nie cieszyło się długimi okresami niezależności, będąc wasalem Cesarstwa Rzymskiego (później Bizancjum) Persji lub Sasanidów. Przez długi okres elity rządzące i miejskie były mocno zhellenizowane. 
Na początku IV wieku na terenie Lazyki powstało pierwsze chrześcijańskie biskupstwo w Picundzie, od tego czasu zaczyna się chrystianizacja miejscowych. Lokalni biskupi brali aktywny udział w życiu kościoła powszechnego, na przykład Stratofilus uczestniczył w Soborze Nicejskim.  
Pod koniec IV wieku Lazyka dostaje się pod władzę królów Iberii kaukaskiej. Pierwszym wyznającym chrześcijaństwo królem Lazyki był Gubazes, rządzący w V wieku. Za jego rządów religia ta stała się wyznaniem państwowym. W V wieku na sile przybiera proces dehellenizacji elit, miejscowe dialekty stały się językami urzędowymi, używało się ich także w kulturze i nauce. Pod koniec VII wieku tereny Lazyki znalazły się pod kontrolą Bizancjum. Później zwierzchnictwo sprawowali muzułmańscy kalifowie. W VIII wieku Lazyka weszła w skład Królestwa Abchazji. W X wieku została przyłączona do posiadłości Bagratydów i zunifikowała się z innymi ziemiami, składającymi się na królestwo Gruzji. 

## Lista znanych władców Lazyki
1. Agros, rządził na początku II wieku
2. Malaz, rządził około 130 roku
3. Mirdat, rządził od około 360 do około 380 roku
4. Baraz-Bakur, rządził od około 380 do około 395 roku
5. Gubazes I, rządził od 456 do 466 roku
6. Damnazes, nieznana data początków rządów, do 521 lub 522 roku
7. Tzat I, rządził od 521 lub 522 roku do 527 lub 528 roku
8. Opsytes, nieznana data początków rządów, rządził do 541 roku
9. Gubazes II, rządził od 541 do 555 roku
10. Tzat II, rządził od 556
11. Barnuk I, rządził od 660 do około 670 roku
12. Grigor, rządził od około 670 do około 675 roku
13. Barnuk II, rządził od około 675 do 691 roku